# Sibylline
Vous lisez un « bon article » labellisé en 2011.
Pour les articles homonymes, voir Sibylline (homonymie).
Sibylline est une série de bande dessinée franco-belge créée dans le journal Spirou no 1403 du 4 mars 1965 par Raymond Macherot, épaulé par Paul Deliège au scénario pour les albums du no 5 au no 7.
Après une longue interruption, la série est reprise en 2006 par André Taymans, aidé par Raymond Macherot et François Corteggiani au scénario de certaines histoires. Distribuée en album par les éditions Dupuis à partir de 1967, elle est abandonnée par cette même maison d'édition avant d'arriver aux mains des éditions Flouzemaker en 2006. Publiée dans le journal Spirou de 1965 à 1990, la série met en scène Sibylline, une petite souris anthropomorphe qui habite au Bosquet Joyeux. Là-bas, elle affronte des ennemis tels Anathème qui veulent prendre le pouvoir. La série, au début teintée d'humour et de gentillesse, va basculer dans le fantastique et le surnaturel, avec un ton plus sombre et plus violent.

## Synopsis
La série met en scène la petite souris anthropomorphe Sibylline qui a élu domicile au Bosquet Joyeux, après avoir vécu dans une maison humaine. Le petit monde du Bosquet Joyeux est organisé comme une petite société animale avec ses marchands, sa police, son armée et ses méchants qui veulent renverser le pouvoir. Par la suite, la série est teintée de plus en plus par des touches de fantastique et de surnaturel. L'action ne se déroule plus dans le Bosquet Joyeux mais dans un décor plus désolé, la lande de Gutaperka ; les méchants, qui deviennent de plus en plus dangereux, prennent le premier rôle dans les histoires alors que Sibylline ne tient plus qu'un rôle secondaire.

## Historique

### Contexte
En 1964, l'auteur Raymond Macherot quitte les éditions Le Lombard et le journal Tintin, une rupture probablement due aux mauvaises ventes des albums de ses séries Chlorophylle et Clifton. Une clause de son contrat l'oblige à abandonner ses personnages, qui seront repris par la suite par d'autres auteurs, sauf Anthracite qu'il refuse de céder (il le fera par la suite à Walli) le considérant comme la clé des aventures de Chlorophylle. Il rejoint alors les éditions Dupuis et le journal Spirou, engagé par Charles Dupuis pour refaire une série similaire à Chlorophylle. Il crée d'abord la série Chaminou, mais l'atmosphère et l'humour noir de la série ne plaisent ni à Dupuis ni à ses collègues du journal et il doit l'abandonner après la première histoire.

### Création et mise en place de la série
Après l'abandon de Chaminou, Macherot doit trouver une nouvelle idée de série. Il crée alors Sibylline. Elle met en scène une petite souris du nom de Sibylline, accompagnée de son fiancé Taboum et chassée par le chat Pantoufle (qui fera ensuite l'objet d'une série à part sur des scénarios de René Goscinny). Pour cette première histoire, Sibylline habite dans le plancher d'une maison. La série est publiée pour la première fois dans le journal Spirou no 1403 du 4 mars 1965. L'univers champêtre et animalier de Sibylline rappelle énormément Chlorophylle,.
Sibylline, chassée de son plancher, évolue désormais à la campagne. Après quelques histoires pour roder la série et les personnages, le rat noir Anathème Percemiche, 65e du nom, premier véritable méchant de la série, apparaît pour la première fois dans l'histoire Sibylline et l’imposteur parue dans le journal Spirou no 1488 du 20 octobre 1966 au no 1497 du 22 décembre 1966. Chassé de son château par un laquais, il est le double, plus bête que méchant, d'Anthracite, le méchant de la série Chlorophylle.

### Aide de Paul Deliège et évolution de la série
Raymond Macherot qui a l'impression de faire la même série que Chlorophylle, tombe rapidement à court d'idées de scénario à la suite d'une dépression nerveuse. Il se résout à prendre un scénariste en la personne de Paul Deliège, dessinateur notamment de la série Bobo publiée aussi dans le journal Spirou. Il va l'aider le temps de trois albums, du no 5 au no 7. La série évolue vers le fantastique à partir de l'épisode Sibylline et le petit cirque, paru dans le journal Spirou no 1694 du 1er octobre 1970 au no 1705 du 17 décembre 1970. Avec notamment l'arrivée des méchants, Burokratz le vampire tartophage, Croque-Monsieur le furet qui tue les animaux pour les manger ou encore le Grand Troubadoule, la série devient plus sombre et plus cruelle. Elle évolue aussi sur le plan graphique : Macherot dessine moins de scènes d'ensemble à multiples personnages et emploie plus de gros plans qu'au début de la série. C'est avec ce nouveau visage que la série paraîtra dans Spirou de la fin des années 1970 à l'année 1990. L'ultime apparition de la série dans le journal a lieu du no 2726 au no 2735 avec l'histoire à suivre intitulé Sibylline et le murmuhr. Raymond Macherot abandonne alors progressivement la bande dessinée, estimant manquer d'imagination et se sentant fatigué de dessiner les mêmes personnages.

### Relance de la série
En 2005, les époux Macherot mandatent leur avocat pour trouver un éditeur qui accepte de publier deux histoires en noir et blanc parues dans Spirou et inédites en album. Intéressé par le projet, Stephan Caluwaerts crée la maison d'édition Flouzemaker, du nom d'un des personnages de la série. Un album reprenant les deux histoires de Raymond Macherot est d'abord publié, puis, avec l'accord de ce dernier, André Taymans reprend la série. Raymond Macherot participe au scénario du premier album ; il souhaite notamment, ainsi que son éditeur, faire revenir d'anciens méchants comme Croque-Monsieur. Après ce premier album intitulé Sibylline et la ligue des coupe-jarrets, qui sort en 2006, André Taymans est entièrement libre pour le scénario du deuxième album. Plusieurs albums suivent, et, à partir du cinquième, François Corteggiani, grand admirateur de l'œuvre de Raymond Macherot, reprend la série à la demande d'André Taymans.

## Personnages

### Sibylline

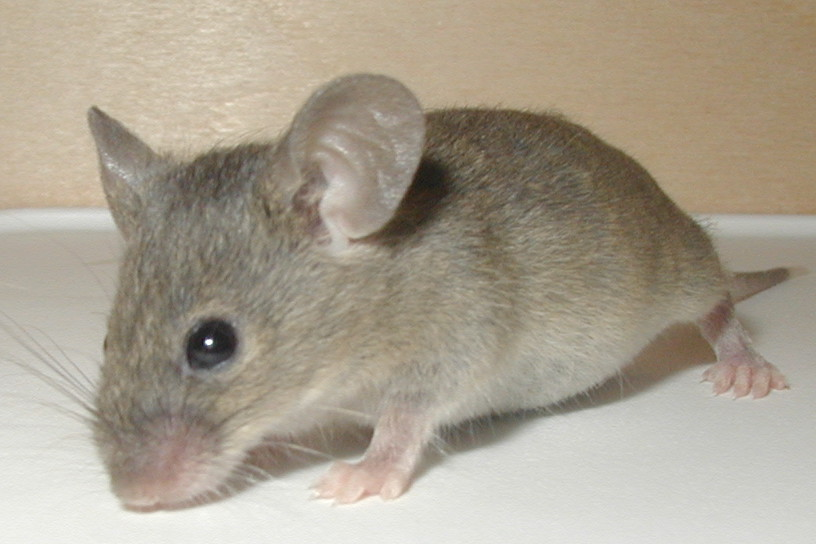
Une souris, le genre animal dont est issue Sibylline.

Sibylline est une petite souris femelle, héroïne de la série. Au début, elle habite avec d'autres souris dans le plancher d'une maison. Elle en est chassée par le chat errant Pantoufle, puis part pour la campagne où elle s'installe au « Bosquet Joyeux ». Quand le méchant rat Anathème attaque le Bosquet Joyeux, Sibylline organise la résistance et finit par le renverser du trône qu'il avait accaparé. Physiquement, Sibylline a les cheveux brun, puis châtain à partir de l'histoire Sibylline en danger. Elle possède un caractère très développé : colérique, émotive, astucieuse et jalouse, c'est aussi une très bonne cuisinière (principalement pour les tartes). Dans la suite de la série, elle se fait voler son rôle de vedette par les méchants, voire se fait ridiculiser par eux.

### Amis
Le fiancé de Sibylline est Taboum, autre souris, qui est fréquemment enlevé ou tombe dans les pièges qui lui sont tendus. Moins fonceur que Sibylline, il habite avec elle dans le plancher de la maison, avant de l'accompagner au Bosquet Joyeux.
Le brigadier Verboten est un hérisson, policier au Bosquet Joyeux, qui a pour arme principale ses piquants. Un peu sot, il accuse Anathème à chaque infraction.
Flouzemaker est un chocard qui tient un supermarché au Bosquet Joyeux dont il est une des figures importantes. Il porte un chapeau melon et fume un cigare, à lui tout seul il constitue l'armée de l'air du Bosquet Joyeux en cas de guerre (Flouzemaker, avec son chapeau et son cigare, semble inspiré de l'un des corbeaux du dessin animé de Walt Disney 'Dumbo").
Le petit cirque apparaît pour la première fois dans l'histoire Sibylline et le petit cirque, et par la suite ses membres vont devenir des habitués du Bosquet Joyeux. Il est composé du perroquet ventriloque Gloglo, de Gustave le chat blanc équilibriste, du clown Alphonse le chien-cheval et de la souris Gougoui, à la fois dresseur de papillons, funambule et cascadeur.
Patakes est un oiseau journaliste qui travaille pour La trompette fureteuse.
Zagabor est le seul capable, avec son violon, de neutraliser le méchant Croque-Monsieur.

### Méchants

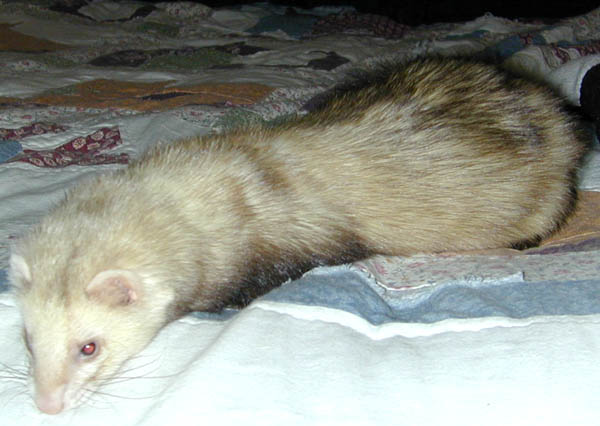
Un furet, le genre animal le plus représenté chez les méchants.

Pantoufle est le chat noir qui, dans le premier album, chasse Sibylline de son foyer chez les humains.
Le second méchant de la série est un rat, Anathème Percemiche 65e du nom. Il apparaît dès la troisième histoires de la série intitulée Sibylline en danger. Expulsé de son château par un laquais, il va tenter de prendre le pouvoir au Bosquet Joyeux considéré comme « la terre promise ». Il arrive à en chasser Sibylline avant d'être lui-même repoussé par les abeilles. Par la suite il devient employé de Flouzemaker et policier adjoint avant d'être accusé à tort de vol et de partir du pays. Il est servi par Bacafleur, un rat noir particulièrement stupide. Anathème revient ensuite, baptisé Poupounet par Mirmy Popcorn, puis il prend le nom de Guzu.
Pistolard est un renard qui a des pouvoirs magiques. Il apparaît pour la première fois dans l'histoire Sibylline et le petit cirque"' où il tente de transformer les animaux en insectes. À la suite de la casse de sa baguette magique il acquiert une baguette rose qui crée des gâteaux avant de finir écrasée entre deux cailloux.
Burokratz est un vampire qui oblige les victimes qu'il enlève à cuisiner des tartes.
Le grand Troubadoule est le maître des mauvais génies, dont Pistolard changé en puce veut s'attirer les bonnes grâces pour retrouver sa forme. Le grand Troubadoule va acheter l'âme d'Elixir le Magnifique, avant d'être anéanti par le zéladon noir.
Croque-Monsieur est un furet armé d'un grand couteau, qui égorge au couteau les autres nombreux animaux pour les manger ; il va notamment s'associer avec Zakouski avant d'entrer au service du magicien Trougnou.

## La société
La série possède une société très étoffée et bien structurée. Elle ne possède pas de gouvernement, bien qu'une élite s'occupe de la défense en temps de guerre ou de trouble, mais il n'y a pas d'armée propre, c'est la population qui s'en occupe elle-même, n'hésitant pas à s'allier à d'autres sociétés animales comme les abeilles jusqu'au retour de  la paix. Les ennemis viennent toujours de l'extérieur et essayent de prendre le contrôle du pays ou de le changer. Il existe une police, représentée par le brigadier Verboten, mais elle a surtout une fonction d'aide plutôt que de répression et les prisons ne fonctionnent que pour enfermer les ennemis durant les guerres. L'industrie et la technologie n'existent pas, les seules ressources sont celles de la nature, d'ailleurs le travail salarié semble ne pas exister et les rares individus qui travaillent à des tâches bien précises sont le brigadier et le marchand Flouzemaker. Ce dernier travaille à son compte. Il n'y a pas d'argent mais un système troc car tout peut s'échanger contre sa valeur en noisettes. Ce qui n'empêche pas les habitants de s'enrichir. Ainsi le marchand Flouzemaker amasse une petite fortune en noisettes. La société du Bosquet Joyeux est une société de type anarchiste où tous sont égaux, où la vie quotidienne est simple dans une société libre, sans patrons et sans horaires.

## Publications

### Albums

#### Historique des publications en album
Le premier album sort en 1967 aux éditions Dupuis, il s'intitule Sibylline et la Betterave et intègre 2 autres histoires : Sibylline et Sibylline & Cie. L'année suivante (1968) est publié Sibylline en danger, le deuxième album qui inclut Sibylline et l'imposteur. Après une petite interruption de trois ans, l'album Sibylline et les abeilles le troisième de la série sort en 1971, on y trouve également Sibylline contre-attaque. En 1974, est publié le quatrième album intitulé Sibylline et le petit cirque qui inclut également Sibylline et la baguette rose, puis le cinquième intitulé Sibylline s'envole paraît l'année suivante. Cet album comme les trois suivants est scénarisé par Paul Deliège. Le sixième album intitulé Sibylline et les cravates noires sort en 1977. Deux ans plus tard (1979) est publiée Sibylline et Elixir le maléfique, le septième album de la série. Il faut attendre trois ans (1982) pour voir le huitième album intitulé Sibylline et Burokratz le vampire. L'année suivante (1983) sort le neuvième album intitulé Sibylline et le chapeau magique, puis en 1984 est publié le dixième album intitulé Sibylline et le violon de Zagabor. Le dernier album à paraître aux éditions Dupuis est le onzième qui paraît en 1985 et s'intitule Sibylline et le Kulgude. En 2002, est publié en Belgique en supplément d'une monographie de l'auteur aux Éditions L'Âge D'Or, un album hors-série intitulé L'Aéro camelot. À partir de 2005, la série est reprise par André Taymans aux éditions Flouzemaker. Est alors publié un premier album hors-série intitulé Sibylline déménage qui reprend deux histoires inédites en album. L'année suivante est ensuite publié, avec un scénario de Raymond Macherot, le douzième album  (numéroté un) intitulé Sibylline et la ligue des coupe-jarrets, puis le treizième (numéroté deux) intitulé Sibylline et le serment des lucioles. L'année suivante (2007) c'est le quatorzième (numéroté trois) intitulé Sibylline et la lande aux sortilèges qui est publié, il s'agit en fait d'une réédition de l'album no 4 avec une nouvelle couverture d'André Taymans. Le quinzième album (numéro cinq) intitulé Sibylline et la prophétie de Godetia est publié en 2008. L'année suivante (2009) sort Traquenard à Saint-Florentin le seizième album (numéroté six) avec un scénario de François Corteggiani.
À partir d'octobre 2011, Casterman commence la publication d'une intégrale des aventures de Sibylline. Les cinq tomes de l'intégrale couvrent les publications allant de 1965 à 1990, et donc comprennent des histoires de Sibylline encore jamais parues en album jusqu'alors.

#### Chiffre de vente
Au 31 décembre 1980, les sept premiers albums de la série ont été vendus à 184 000 exemplaires cumulés, ce qui en fait la vingt-septième meilleure vente des éditions Dupuis. Le premier album de la reprise de la série aux éditions Flouzemaker est tiré à 6 000 exemplaires rapidement épuisés, le second est quant à lui tiré à 12 000 exemplaires.

#### La Collection originale
- 1 Sibylline et la Betterave, Dupuis, 1967
Scénario et dessin : Raymond Macherot
- 2 Sibylline en danger, Dupuis, 1968
Scénario et dessin : Raymond Macherot
- 3 Sibylline et les Abeilles, Dupuis, 1971
Scénario et dessin : Raymond Macherot
- 4 Sibylline et le Petit Cirque, Dupuis, 1974
Scénario et dessin : Raymond Macherot -  (ISBN 2-8001-0344-2)
- 5 Sibylline s'envole, Dupuis, 1975
Scénario : Paul Deliège - Dessin : Raymond Macherot -  (ISBN 2-8001-0446-5)
- 6 Sibylline et les Cravates noires, 1977, Dupuis
Scénario : Paul Deliège  - Couleurs : Raymond Macherot
- 7 Sibylline et Élixir le maléfique, 1979, Dupuis
Scénario : Paul Deliège  - Couleurs : Raymond Macherot
- 8 Sibylline et Burokratz le vampire, Dupuis, 1982
Scénario et dessin : Raymond Macherot -  (ISBN 2-8001-0911-4)
- 9 Sibylline et le Chapeau magique, Dupuis, 1983
Scénario et dessin : Raymond Macherot -  (ISBN 2-8001-0979-3)
- 10 Sibylline et le Violon de Zagabor, Dupuis, 1984
Scénario et dessin : Raymond Macherot -  (ISBN 2-8001-1041-4)
- 11 Sibylline et le Kulgude, Dupuis, 1985
Scénario et dessin : Raymond Macherot - Couleurs : Vittorio Léonardo -  (ISBN 2-8001-1137-2)
- 12 Sibylline et la ligue des coupe-jarrets, Flouzemaker, 2006
Scénario : Raymond Macherot - Dessin : André Taymans - Couleurs : Bruno Wesel -  (ISBN 2-9600556-0-8)
- 13 Sibylline et le serment des lucioles, Flouzemaker, 2006
Scénario et dessin : André Taymans - Couleurs : Bruno Wesel -  (ISBN 2-9600556-1-6)
- 14 Sibylline et la lande aux sortilèges, Flouzemaker, 2007
Scénario et dessin : Raymond Macherot - Couleurs : Bruno Wesel -  (ISBN 978-2-9600556-4-1)
- 15 Sibylline et la prophétie de Godetia, Flouzemaker, 2008
Scénario et dessin : André Taymans - Couleurs : Bruno Wesel -  (ISBN 978-2-9600556-7-2)
- 16 Traquenard à Saint-Florentin, Flouzemaker, 2009
Scénario : François Corteggiani - Dessin : André Taymans - Couleurs : Bruno Wesel -  (ISBN 978-2-930574-00-4)

#### Hors-série
- HS1 L'Aéro camelot, Éditions l'Âge d'Or, 2002
Scénario et dessin : Raymond Macherot - Couleurs : Noir et blanc -  (ISBN 2-9600196-4-4)
- HS2 Sibylline déménage, Flouzemaker, 2005
Scénario et dessin : Raymond Macherot -  (ISBN 2-203-38883-8)
- HS3 Le Gâteau de Sibylline, Collection du Carrousel no 37, Dupuis, 1969
Scénario : Yvan Delporte - Dessin : Raymond Macherot

#### Les Nouvelles aventures de Sibylline
Scénario : François Corteggiani - Dessin et couleurs : Netch - éditions Casterman
1. Le Secret de Mélanie Chardon, 32 p., 2017 (DL 06/2017) -  (ISBN 978-2-203-10914-8)

Scénario : François Corteggiani - Dessin et couleurs : Netch - éditions Casterman
2. Le vampire de la lune rousse, 32 p., 2018 (DL 09/2018) -  (ISBN 2203109580)

### Revues

#### Années 1960
La série est créée dans le no 1403 du 4 mars 1965 du journal Spirou avec une histoire à suivre intitulée simplement Sibylline pour l'occasion et qui fait la couverture du journal. L'histoire est publiée jusqu'au no 1412. Elle fait son retour dans le journal dans le no 1421, où elle fait aussi la couverture, avec l'histoire Sibylline et Cie jusqu'au no 1430. La série fait sa dernière apparition de l'année avec l'histoire Sibylline et la Betterave publiée du no 1443 au no 1452. Elle fait aussi la couverture du journal pour le début de la prépublication de cette histoire, puis celle du no 1451. La série n'est publiée qu'une seule fois dans l'année 1966 avec l'histoire Sibylline et l’imposteur du no 1488, dont elle fait aussi la couverture, jusqu'au no 1497. L'histoire Sibylline en danger est publiée pour l'année 1967 du no 1510no  au no 1529, à cette occasion elle fait aussi la couverture du no 1521. La même année est publié dans le spécial Noël un récit complet de quatre pages intitulé Un sapin pour Sibylline. L'année 1968 commence pour la série avec une annonce publiée dans le no 1556 pour la nouvelle histoire de Sibylline intitulée Sibylline contre–attaque publiée dès le numéro suivant, dont elle fait aussi la couverture. Elle est publiée chaque semaine jusqu'au no 1571 et fait la couverture des no 1564,no 1565 et du no 1568. En 1969, comme pour la précédente histoire une annonce est d'abord faite dans le no 1617 avant la publication de la nouvelle histoire dès le numéro suivant intitulée Sibylline et les abeilles publiée jusqu'au no 1632, la série fait aussi la couverture des no 1618, no 1622 et du no 1632. Pour le spécial Noël de l'année, est publiée une histoire complète de quatre planches intitulée La soirée de Noël de Sibylline dans le no 1652.

#### Années 1970
L'année 1970, commence avec la publication dans Spirou d'une histoire complète de deux planches intitulée Sibylline et le gâteau d’anniversaire, puis la nouvelle histoire est annoncée dans le no 1693 pour commencer à être publiée dès le numéro suivant, dont elle fait aussi la couverture, la nouvelle histoire à suivre est intitulée Sibylline et le petit cirque et se termine dans le no 1705. Pour l'année 1971, n'est publiée qu'une seule courte histoire à suivre du no 1747 au no 1750 intitulée Sibylline et la baguette rose ; elle fait aussi la couverture du Spirou no 1747. L'année 1972, commence au no 1783 avec la publication d'une histoire complète de huit planches intitulés Ça, c’est du gâteau ! il s'agit de la première histoire scénarisée par Paul Deliège. Puis une histoire à suivre intitulée Sibylline contre les pirates est publiée du no 1796 au no 1813 ; pour l'occasion elle fait la couverture du premier numéro dans lequel l'histoire commence sa publication. En 1973, n'est publiée qu'une seule histoire à suivre intitulée Gudu s’évade du no 1844, dont elle fait aussi la couverture, au no 1844. L'histoire à suivre Sibylline s'envole est la première publiée pour l'année 1974 à partir du no 1877, où, comme à chaque fois que commence la publication d'une histoire, elle fait la couverture de Spirou. Elle fait aussi celle du no 1890, l'histoire se termine dans le no 1895. Dernière publication de l'année, l'histoire complète en cinq pages intitulée Sibylline et le coucou dans le no 1913 spécial Noël. Une seule publication pour l'année 1975 avec l'histoire intitulée Sibylline et les cravates noires du no 1965 au no 1977, qui fait aussi la couverture du no 1972. L'année 1976, voit la série n'être qu'une seule fois au sommaire du journal lors du no 2017 avec un récit complet de deux pages sans titre, c'est la dernière histoire scénarisée par Paul Deliège. Le retour de la série se produit en 1977, avec l'histoire à suivre intitulée Elixir le maléfique du no 2067, dont elle fait aussi la couverture, jusqu'au no 2078.

#### Années 1980 et 1990
La série disparaît alors pendant trois ans de Spirou avant de faire son retour en 1980 avec d'abord deux annonces publiées dans les no 2179 et no 2180 avant le début de la publication de la nouvelle histoire à suivre intitulée Burokratz le vampire dans le no 2181, dont elle fait aussi la couverture ; elle se termine dans le no 2186. L'année 1981, voit la publication de l'histoire à suivre Sibylline et la puce fatale sur deux numéros, du no 2234 au no 2235, de l'histoire à suivre Le buffet hanté du no 2240 au no 2241, d'une autre histoire à suivre intitulée Flouzemaker et le chapeau magique du no 2257 au no 2263, puis une histoire complète de onze planches dans le no 2273 intitulée Flouzemaker et Patakés. L'année 1982 est aussi faste pour la série avec la publication de l'histoire à suivre intitulé Le violon de Zagabor du no 2283 au no 2286, le récit complet de cinq pages Flouzemaker en vacances publiée dans le no 2297 et enfin l'histoire à suivre intitulée Sibylline et le Kulgude publiée du no 2332 au no 2336. La seconde partie de cette histoire est publiée dans l'année 1983 du no 2350 au no 2355. Pour l'occasion elle fait la couverture du no 2350. La nouvelle histoire à suivre de la série intitulée La nuit fantastique est publiée du no 2367 au no 2371.
Pour l'année 1984, est publié un récit complet de neuf pages intitulé Patakes et le Pignou dans le no 2394, dont il fait aussi la couverture. Puis un récit complet de vingt-deux pages publié dans le no 2408 intitulé La dame en noir. La série paraît à plusieurs reprises au cours de l'année 1985, à commencer par deux histoires complètes de quinze et dix planches intitulées Sibylline et le vase enchanté et Flouzemaker et l’amour respectivement publiées dans les numéros 2440 et 2454. Puis une nouvelle histoire à suivre intitulée Sibylline et Tanauzere publiée du no 2463, dont elle fait la couverture, au no 2466. Et enfin une histoire à suivre du no 2489, dont elle fait aussi la couverture, jusqu'au no 2490 intitulée Le retour d’Anathème. L'histoire à suivre intitulée Mystère et frimas publiée du no 2533 au no 2534 est la seule publication de l'année 1986. L'année suivante quatre histoire complètes sont publiées respectivement dans les numéros 2544, 2554, 2567 et 2569, intitulées Sibylline et Smiling Emyle (dix planches), Le chevalier printemps (six planches), Sibylline et le feu follet (dix planches) et Sibylline en vacances (quatre planches). Sibylline déménage est une histoire à suivre qui constitue l'unique publication de l'année 1989, elle est publiée du no 2668 au no 2678. L'ultime apparition de la série dans Spirou a lieu en 1990 du no 2726 au no 2735 avec une histoire à suivre intitulée Sibylline et le murmuhr. Restera seulement L'Aéro Camelot récit non paru à l'époque qui sera édité pour la première fois dans le tirage de luxe de la monographie Macherot parue aux éditions L'âge d'or. Cette histoire et toutes les autres sont réédités dans l'intégrale Sibylline paru en 2011 et 2012.

#### Première publication dans le journal Spirou
| Année | Titre                                 | Début   | Fin     |
| 1965  | Sibylline                             | no 1403 | no 1412 |
|       | Sibylline et Cie                      | no 1421 | no 1430 |
|       | Sibylline et la Betterave             | no 1443 | no 1452 |
| 1966  | Sibylline et l’imposteur              | no 1488 | no 1497 |
| 1967  | Sibylline en danger                   | no 1510 | no 1529 |
|       | Un sapin pour Sibylline               | no 1548 |         |
| 1968  | Sibylline contre–attaque              | no 1557 | no 1571 |
| 1969  | Sibylline et les abeilles             | no 1618 | no 1632 |
|       | La soirée de Noël de Sibylline        | no 1652 |         |
| 1970  | Sibylline et le gâteau d’anniversaire | no 1680 |         |
|       | Sibylline et le petit cirque          | no 1694 | no 1705 |
| 1971  | Sibylline et la baguette rose         | no 1747 | no 1750 |
| 1972  | Ça, c’est du gâteau !                 | no 1783 |         |
|       | Sibylline contre les pirates          | no 1796 | no 1813 |
| ----- | ------------------------------------- | ------- | ------- |

| Année | Titre                             | Début   | Fin     |
| 1973  | Gudu s’évade                      | no 1844 | no 1849 |
| 1974  | Sibylline s'envole                | no 1877 | no 1895 |
|       | Sibylline et le coucou            | no 1913 |         |
| 1975  | Sibylline et les cravates noires  | no 1965 | no 1977 |
| 1976  | (titre inconnu)                   | no 2017 |         |
| 1977  | Elixir le maléfique               | no 2067 | no 2078 |
| 1980  | Burokratz le vampire              | no 2181 | no 2186 |
| 1981  | Sibylline et la puce fatale       | no 2234 | no 2235 |
|       | Le buffet hanté                   | no 2240 | no 2241 |
|       | Flouzemaker et le chapeau magique | no 2257 | no 2263 |
|       | Flouzemaker et Patakés            | no 2273 |         |
| 1982  | Le violon de Zagabor              | no 2283 | no 2286 |
|       | Flouzemaker en vacances           | no 2297 |         |
|       | Sibylline et le Kulgude           | no 2332 | no 2336 |
| ----- | --------------------------------- | ------- | ------- |

| Année | Titre                         | Début   | Fin     |
| 1983  | Sibylline et le Kulgude       | no 2350 | no 2355 |
|       | La nuit fantastique           | no 2367 | no 2371 |
| 1984  | Patakes et le Pignou          | no 2394 |         |
|       | La dame en noir               | no 2408 |         |
| 1985  | Sibylline et le vase enchanté | no 2440 |         |
|       | Flouzemaker et l’amour        | no 2454 |         |
|       | Sibylline et Tanauzere        | no 2463 | no 2466 |
|       | Le retour d’Anathème          | no 2489 | no 2490 |
| 1986  | Mystère et frimas             | no 2533 | no 2534 |
| 1987  | Sibylline et Smiling Emyle    | no 2544 |         |
|       | Le chevalier printemps        | no 2554 |         |
|       | Sibylline et le feu follet    | no 2567 |         |
|       | Sibylline en vacances         | no 2569 |         |
| 1989  | Sibylline déménage            | no 2668 | no 2678 |
| 1990  | Sibylline et le murmuhr       | no 2726 | no 2736 |
| ----- | ----------------------------- | ------- | ------- |